# Observatoř Teide
Observatoř Teide (španělsky Observatorio del Teide) je astronomická observatoř na španělském ostrově Tenerife. Společně s observatoří Roque de los Muchachos na blízkém ostrově La Palma tvoří tzv. Evropskou severní observatoř. Je spravována Kanárským astronomickým institutem (Instituto Astrofísico de Canarias, zkratka IAC). Nachází se v nadmořské výšce 2 400 metrů, zdejší kvalita vzduchu zajišťuje dobré podmínky např. pro pozorování Slunce. Nachází se na hranici obcí Güímar a La Orotava v provincii Santa Cruz de Tenerife.